# Amphistomus pectoralis
Amphistomus pectoralis là một loài bọ cánh cứng trong họ Bọ hung (Scarabaeidae).